# アンヘル・デル・ポゾ

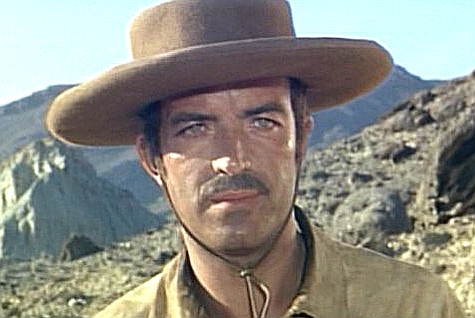
1966年

アンヘル・デル・ポゾ（Ángel del Pozo、1934年7月14日 - 2025年3月29日）は、スペインの俳優、映画監督である。

## 人物
マドリード出身。1960年頃より俳優活動を始め、マカロニウエスタン『地獄のガンマン』ではアンソニー・クラークの変名で主演した。映画監督としても活動する。その他のマカロニウエスタン『さいはての用心棒』『復讐のガンマン』などでは悪役が目立つ。
2025年3月29日に死去。90歳没。

## 出演作品
- 『地獄のガンマン』（1965年、日本未公開）- ケニー・クラーク
- 『復讐のガンマン』（1966年）
- 『さいはての用心棒』（1966年）
- 『アマゾネス』（1973年）
- 『三銃士』（1973年）
- 『四銃士』（1974年）
- 『血闘のジャンゴ』（1967年）
- 『セルバンテス』（1967年、日本未公開）
- 『シモン・ボリヴァール』（1967年、未ソフト）
- 『怒りの用心棒』（1969年、日本未公開）
- 『空爆大作戦』（1969年）
- 『エル・コンドル』（1970年）
- 『マーベリックの黄金』（1971年）
- 『ゾンビ特急地獄行き』（1972年、日本未公開）
- 『パンチョ・ヴィラ』（1972年、未ソフト化）
- 『真昼と呼ばれた男』（1974年、未ソフト化）